# Indywidualne Mistrzostwa Europy na Żużlu 2010
Indywidualne Mistrzostwa Europy na Żużlu 2010 – cykl zawodów żużlowych, mających wyłonić najlepszych zawodników indywidualnych mistrzostw Europy w sezonie 2010. W finale zwyciężył Polak Sebastian Ułamek.

## Finał
- Tarnów, 25 września 2010

| Msc. | Zawodnik          | Kraj      | Pkt   |             |  |
| ---- | ----------------- | --------- | ----- | ----------- |  |
| 1    | Sebastian Ułamek  | Polska    | 15    | (3,3,3,3,3) |  |
| 2    | Aleš Dryml        | Czechy    | 12    | (2,2,3,3,2) |  |
| 3    | Andrij Karpow     | Ukraina   | 11 +3 | (3,3,1,1,3) |  |
| 4    | Renat Gafurow     | Rosja     | 11 +2 | (2,2,2,2,3) |  |
| 5    | Denis Gizatullin  | Rosja     | 10    | (3,3,2,2,w) |  |
| 6    | Robert Miśkowiak  | Polska    | 9     | (1,3,3,1,1) |  |
| 7    | Jurica Pavlic     | Chorwacja | 9     | (2,2,3,1,1) |  |
| 8    | Matej Žagar       | Słowenia  | 8     | (3,d,2,d,3) |  |
| 9    | Roman Poważny     | Rosja     | 8     | (1,2,0,3,2) |  |
| 10   | Filip Šitera      | Czechy    | 8     | (2,0,2,2,2) |  |
| 11   | Jan Jaroš         | Czechy    | 5     | (0,w,1,3,1) |  |
| 12   | Ķasts Puodžuks    | Łotwa     | 4     | (1,1,1,1,d) |  |
| 13   | Zdeněk Simota     | Czechy    | 3     | (0,1,0,0,2) |  |
| 14   | rez. Aleš Kraljič | Słowenia  | 2     | (2,0,0)     |  |
| 15   | Sławomir Musielak | Polska    | 2     | (w,1,1,0,0) |  |
| 16   | Szymon Kiełbasa   | Polska    | 2     | (1,1,d,w,–) |  |
| 17   | Tobias Kroner     | Niemcy    | 1     | (0,0,0,d,1) |  |

Bieg po biegu:
1. Karpow, Gafurow, Kiełbasa, Kroner
2. Ułamek, Pavlic, Miśkowiak, Jaroš
3. Žagar, Šitera, Puodžuks, Musielak (w/u)
4. Gizatullin, Dryml, Poważny, Simota
5. Ułamek, Dryml, Kiełbasa, Šitera
6. Miśkowiak, Gafurow, Simota, Žagar (d4)
7. Karpow, Poważny, Musielak, Jaroš (w/u)
8. Gizatullin, Pavlic, Puodžuks, Kroner
9. Miśkowiak, Gizatullin, Musielak, Kiełbasa (d4)
10. Ułamek, Gafurow, Puodžuks, Poważny
11. Pavlic, Šitera, Karpow, Simota
12. Dryml, Žagar, Jaroš, Kroner
13. Jaroš, Kraljič, Puodžuks, Simota, (Kiełbasa w/2min)
14. Dryml, Gafurow, Pavlic, Musielak
15. Ułamek, Gizatullin, Karpow, Žagar (d4)
16. Poważny, Šitera, Miśkowiak, Kroner (d4)
17. Žagar, Poważny, Pavlic, Kraljič
18. Gafurow, Šitera, Jaroš, Kraljič (Gizatullin w/2min)
19. Karpow, Dryml, Miśkowiak, Puodžuks (d4)
20. Ułamek, Simota, Kroner, Musielak
21. Bieg o brązowy medal: Karpow, Gafurow